# جان میلتون (کشتی)
جان میلتون (کشتی) (به انگلیسی: John Milton (ship)) یک کشتی بود. این کشتی در سال ۱۸۵۴ ساخته شد.